# Административное деление Российской империи на 5 мая 1785 года
Российская империя по состоянию 5 (16) мая 1785 года делилась на наместничества, губернии, области и уезды
- общее число наместничеств — 38
- общее число губерний — 3
- общее число областей — 15, в том числе 1 — на правах наместничества
- столица — город Санкт-Петербург

Отличия от 1 мая 1783 года:
- вновь образованы:

1. Архангельское наместничество (март 1784 года) — из большей части Вологодского наместничества
2. Выборгское наместничество (1783 год) — из Выборгской губернии
3. Кавказское наместничество (5 мая 1785 года) — из Астраханской губернии и Кубанской стороны Таврической области
4. Олонецкое наместничество (май 1784 года) — из Санкт-Петербургской губернии
5. Псковская губерния (?) из Псковского наместничества
6. Ревельское наместничество (1783 год) — из Ревельской губернии
7. Рижское наместничество (1783 год) — из Рижской губернии
8. Таврическая область (февраль 1784 года) — из вновь присоединённых земель Таврии и Кубани

- упразднены:

1. Астраханская губерния (5 мая 1785 года) — вошла в Кавказское наместничество
2. Выборгская губерния (1783 год) — преобразована в Выборгское наместничество
3. Псковское наместничество — в Псковскую губернию
4. Ревельская губерния (1783 год) — преобразована в Ревельское наместничество
5. Рижская губерния (1783 год) — преобразована в Рижское наместничество

- список губерний:

1. Московская
2. Псковская
3. Санкт-Петербургская

- список наместничеств:

1. Архангельское
2. Владимирское
3. Вологодское:
4. Воронежское
5. Выборгское
6. Вятское
7. Екатеринославское (центр — Кременчуг, уезды с 1784 года):
  1. Александровский уезд
  2. Алексопольский уезд
  3. Бахмутский уезд
  4. Донецкий уезд
  5. Екатеринославский уезд
  6. Елизаветградский уезд
  7. Константинский (позже — Константиноградский) уезд
  8. Кременчугский уезд
  9. Мариупольский уезд
  10. Новомосковский уезд
  11. Ольвиопольский уезд
  12. Павлоградский уезд
  13. Полтавский уезд
  14. Славянский уезд
  15. Херсонский уезд
8. Иркутское:
  1. Иркутская область
  2. Нерчинская область
  3. Охотская область
  4. Якутская область
9. Кавказское (центр — Екатериноград, с 1790 — Астрахань):
  1. Астраханская область
  2. Кавказская область
10. Казанское
11. Калужское
12. Киевское
13. Колыванское
14. Костромское
15. Курское
16. Могилёвское
17. Нижегородское
18. Новгород-Северское
19. Новгородское
20. Олонецкое
21. Орловское
22. Пензенское
23. Пермское
  1. Екатеринбургская область
  2. Пермская область
24. Полоцкое
25. Ревельское
26. Рижское
27. Рязанское
28. Саратовское
29. Симбирское
30. Смоленское
31. Тамбовское
32. Тверское
33. Тобольское:
  1. Тобольская область
  2. Томская область
34. Тульское
35. Уфимское
  1. Оренбургская область
  2. Уфимская область
36. Харьковское
37. Черниговское
38. Ярославское
  1. Углицкая область
  2. Ярославская область

- список областей:

1. Таврическая (центр — Симферополь)
2. Жилища донских казаков